# Leka Zogu albán trónörökös
Leka Zogu vagy Leka koronaherceg, 1961-től királyi nevén I. Leka (albánul Princ Leka, majd Leka I vagy Leka i Parë; Tirana, 1939. április 5. – Tirana, 2011. november 30.) emigráns albán politikus. I. Zogu albán király és Apponyi Géraldine fiúgyermekeként az albán királyi trón örököse, trónkövetelő volt.

## Élete
Leka születésekor apja, I. Zogu királyi trónja már erősen megrendült. Mussolini Olaszországa 1939. március 25-én intézett ultimátumot az albán királyhoz, amelyben Albánia annektálásának feltétel nélküli elfogadását követelték. Miután ezt Zogu elutasította, 1939. április 7-én az olasz csapatok lerohanták a kis országot, a királyi család pedig április 8-án elmenekült az országból. Előbb Európa több országát végigutazták (Görögország, Törökország, Románia, Lengyelország, Lettország, Svédország, Norvégia, Belgium, Franciaország), míg végül az Egyesült Királyságban, Londonban telepedtek le még ugyanabban az évben, és itt is vészelték át a második világháborút.
1946. február 12-én a család kihajózott Liverpoolból, és miután február 23-án megérkeztek Port Szaídba, az albán származású egyiptomi király, Faruk (Fárúk) vendégszeretetét élvezve az észak-afrikai országban telepedtek le. A hétéves Lekát az angol tanítási nyelvű alexandriai Victoria College-ba íratták be. Miután az 1952. évi egyiptomi forradalom következtében Faruk elveszítette trónját, bizonyos homályos adóügyletek miatt az egyiptomi adóhivatal vizsgálatot indított a Zogu család ellen, így 1953. október 18-án el kellett hagyniuk az országot. A család Marseille-be távozott, de Leka még 1955 augusztusáig az alexandriai iskola tanulója maradt. Ekkor követte családját Franciaországba, és a svájci, Lausanne melletti Aiglon College diákja lett, ahol kitűnő eredménnyel érettségizett le.
1957. január 18-án szülei beíratták a Sandhursti Királyi Katonai Akadémia tiszti évfolyamára. Tizennyolcadik életéve betöltésekor, 1957. április 5-én apja egy illusztris emigráns albán politikusok részvételével rendezett ünnepélyen is bemutatta az ifjú koronaherceget. 1960 júniusában Leka a Sandhurst Akadémiát is kitűnő bizonyítvánnyal végezte el, és hadnagyi rangban hagyta el az intézmény falait. Kadétévei alatt kötött barátságot Belgium és Jordánia uralkodóival, I. Baldvinnal és Huszein jordán királlyal.
Miután apja, I. Zogu 1961. április 9-én meghalt, április 15-én a párizsi Bristol Hotel dísztermében, mintegy hetven emigráns albán politikus jelenlétében ünnepélyesen felvette „az albánok királya” (Mbret i Shqiptarëve) címet és az I. Leka (Leka i Parë) uralkodói nevet. Hamarosan beiratkozott a párizsi Sorbonne egyetemre, ahol politológiát és közgazdaság-tudományt hallgatott, és nyelveket tanult. Eközben aktívan részt vett a franciaországi és belgiumi albán diaszpóra politikai életében. Az 1960-as évek első felében többfelé utazgatott, hogy politikai-dinasztikus kapcsolatait ápolja: barátságot kötött I. János Károly spanyol királlyal és Simeon egykori bolgár cárral, meglátogatta a jordániai és a szaúd-arábiai királyi udvart.
Az évtized második felében a tengerentúli albán diaszpórákat látogatta sorra egész családja kíséretében, így megfordult Ausztráliában, Kanadában, az Amerikai Egyesült Államokban. 1969 tavaszán ausztráliai útja során, Sydneyben egy vacsorán ismerte meg későbbi feleségét, Susan Barbara Cullen-Wardot (1941–2004), avagy Zsuzsanna királynét (Mbretëresha Susane), aki I. Edwárd angol király leszármazottja volt. 1975-ben házasodtak össze, és 1982. március 26-án született meg fiuk, Leka Anwar Zog Reza Baudouin Msiziwe Zogu Johannesburgban.

Az 1970-es években kereskedőházat alapított a Dél-afrikai Köztársaságban, majd fegyverkereskedelemmel kezdett foglalkozni, és nagyobb vagyonhoz jutott. 1982-ben családjával együtt le is telepedett az országban, mert zavaros ügyletei miatt az apartheid sújtotta Dél-afrikai Köztársaságon kívül a világ többi részében nem feltétlenül volt szívesen látott vendég. 1977. április 12-én például kiutasították Thaiföldről, miután hat nappal korábban a bangkoki hatóságok illegális fegyverbirtoklással vádolták meg és előzetes letartóztatásba helyezték.
Születése óta 1993. november 19-én, a demokratikus átmenetet követően lépett először albán földre, hogy egy a monarchia restaurációjáról szóló népszavazás megtartását szorgalmazza. Egyúttal bejelentette: pozitív eredmény esetén hajlandó az albánok élére állva elfoglalni a királyi trónt, és a jugoszláviai albánlakta területeket (Koszovó, Nyugat-Macedónia) integrálni fogja Albániába. A hatóságok azonban nehezményezték, hogy Leka egy maga gyártotta, „Albán Királyság” felirattal ellátott útlevéllel lépett az ország területére. Miután a trónkövetelő nem volt hajlandó egyszerű állampolgárként alávetni magát a hatósági intézkedésnek, huszonnégy órán belül, november 20-án kitoloncolták az országból.
1997. április 13-án Leka visszatért Albániába, és ismét az ország államformájáról, pontosabban a monarchia visszaállításáról szóló referendum kiírását kezdeményezte. Elképzelését Sali Berisha köztársasági elnök és a parlamenti pártok is támogatták, így végül a június 29-ei parlamenti szavazás alkalmával az albán választópolgárok véleményt nyilváníthattak a monarchia kérdésében is. Albániában ekkor zavargások dúltak. A Leka-féle monarchista szervezet, a Törvényességi Mozgalom Pártja (Partia Lëvizja e Legalitetit, PLL) előrejelzései szerint a szavazás során nagy többségben voltak a monarchia támogatói az albánok, de még a szocialista szavazók körében is. A július 14-én közzétett eredmények szerint ezzel szemben a leadott érvényes szavazatok mindössze 33,26%-a támogatta a királyság visszaállítását. A PLL választási csalást kiáltott, a trónörökös pedig nem fogadta el a döntést és elhagyta az országot. 
2002. június 15-én az albán királyi család sajtóhivatala bejelentette, hogy az albán nemzetgyűlés hívására a királyi család visszaköltözik Albániába. 2006-ban – Sali Berisha kormánya idején – a parlament döntése alapján a Zogu család visszakapta a tiranai királyi kastélyt.
A tiranai Teréz Anya kórházban kezelték, miután súlyos szív- és tüdőproblémák léptek fel nála. A kórházban halt meg. Egy fiú örököse van, (II.) Leka.

## Gyermekei
- Feleségétől, Susan Barbara Cullen-Wardtól (1941–2004) (előkelő ausztrál családból származó tanárnő)[3] 2 gyermek:
  - N. (leány), halva született
  - Leka (1982– ), diplomata, az Albán Külügyminisztérium munkatársa, elnöki tanácsadó, a Zogu-ház feje (II. Leka néven), felesége 2016. október 8-ától[forrás?] Elia Zaharia (1983– ) albán énekesnő és színésznő, Yllka Mujo (1953– ) albán színésznő lánya és Amos Muji Zaharia (1987– ) színész, rendező nővére, gyermekei nem születtek.